# Ashcott
Ashcott is een civil parish in het bestuurlijke gebied Sedgemoor, in het Engelse graafschap Somerset met 1186 inwoners.